# Gåsnäs
Gåsnäs – miejscowość (småort) w Szwecji w gminie Sollefteå w regionie Västernorrland. Około 56 mieszkańców.